# 斯坦尼斯拉夫·莫纽什科
斯坦尼斯拉夫·莫纽什科（波蘭語：Stanisław Moniuszko，波蘭語發音：[stãˈɲiswaf mɔ̃ˈɲuʃkɔ]；1819年5月5日—1872年6月4日），波兰作曲家、指挥家。1819年生于明斯克附近的乌贝尔庄园。1837年到柏林学习音乐，回国后在维尔诺和华沙担任指挥。其音乐具有浓郁的民族色彩和强烈的政治倾向，被誉为波兰民族歌剧的创始人。